# Oos (Gerolstein)
Oos ist der westlichste Stadtteil sowie ein Ortsbezirk der Stadt Gerolstein in der gleichnamigen Verbandsgemeinde im Landkreis Vulkaneifel von Rheinland-Pfalz.

## Geographie
Der Stadtteil Oos liegt etwa sieben Kilometer nordwestlich der Kernstadt Gerolstein im Tal des Oosbach, eines Zuflusses der Kyll. Die Gemarkungsgrenze bildet im Westen und Süden gleichzeitig die Kreisgrenze zum benachbarten Eifelkreis Bitburg-Prüm.
Zum Ortsbezirk Oos gehört auch der Wohnplatz Sonnenhof.
Nachbarorte sind der Gerolsteiner Stadtteil Müllenborn im Westen, sowie die Ortsgemeinden Büdesheim im Süden, Schwirzheim im Südwesten, Duppach im Nordwesten und Kalenborn-Scheuern im Norden.

## Geschichte
Bereits in römischer Zeit befand sich im Bereich der heutigen Orte Büdesheim und Oos die an der Römerstraße Trier–Köln gelegene Pferdewechselstation Ausava, von der sich der Name Oos herleiten könnte.  Im Jahr 831 erscheint Oos anlässlich eines Gütertauschs, den sich der Abt von Prüm von Kaiser Ludwig dem Frommen urkundlich bestätigen ließ.
Im 18. Jahrhundert war Oos dem Amt Prüm des Kurfürstentums Trier zugeordnet. Im Jahr 1784 wurden im Ort 18 Wohnhäuser verzeichnet.
Nach der Inbesitznahme des Linken Rheinufers durch französische Revolutionstruppen gehörte der Ort von 1798 bis 1814 zum Saardepartement, Arrondissement Prüm. Nach der Niederlage Napoleons kam Oos 1815 aufgrund der auf dem Wiener Kongress getroffenen Vereinbarungen zum Königreich Preußen. Das Dorf war dem Kreis Prüm zugeordnet, der 1822 Teil der neu gebildeten Rheinprovinz wurde.
Nach dem Ersten Weltkrieg gehörte das gesamte Gebiet zum französischen Teil der Alliierten Rheinlandbesetzung. Nach dem Zweiten Weltkrieg wurde Oos innerhalb der französischen Besatzungszone Teil des damals neu gebildeten Landes Rheinland-Pfalz.
Bei der Zusammenlegung der bisherigen Landkreise Bitburg und Prüm im Rahmen der Kreisreform, die am 7. November 1970 in Kraft trat, wurden einige Gemeinden, darunter auch Oos, abweichend dem Landkreis Daun zugeordnet. Am 1. Dezember 1973 wurde die bis dahin eigenständige Ortsgemeinde Oos mit zu diesem Zeitpunkt 188 Einwohnern nach Gerolstein eingemeindet.

## Politik
Oos ist gemäß Hauptsatzung einer von neun Ortsbezirken der Stadt Gerolstein. Er umfasst das Gebiet der ehemaligen Gemeinde. Der Ortsbezirk wird politisch von einem Ortsbeirat und einem Ortsvorsteher vertreten.
Der Ortsbeirat besteht aus drei Mitgliedern, die bei der Kommunalwahl am 9. Juni 2024 in einer Mehrheitswahl gewählt wurden, und dem ehrenamtlichen Ortsvorsteher als Vorsitzendem.
Günter Krämer wurde am 8. August 2024 Ortsvorsteher von Oos, nachdem er zuvor als stellvertretender Ortsvorsteher bereits seit Ende 2023 die Amtsgeschäfte geführt hatte. Da für die Direktwahl am 9. Juni 2024 kein Wahlvorschlag eingereicht worden war, erfolgte die Wahl auf der konstituierenden Sitzung des Ortsbeirats.
Krämers Vorgänger Horst Lodde hatte das Amt von 2014 bis 2019 und erneut vom 27. September 2022 bis zur Amtsniederlegung aus persönlichen Gründen am 30. November 2023 ausgeübt. Zwischenzeitlich hatte Knut Wichmann das Amt am 5. September 2019 übernommen. Er legte es jedoch am 6. Juni 2022 vorzeitig nieder.

## Kultur und Sehenswürdigkeiten

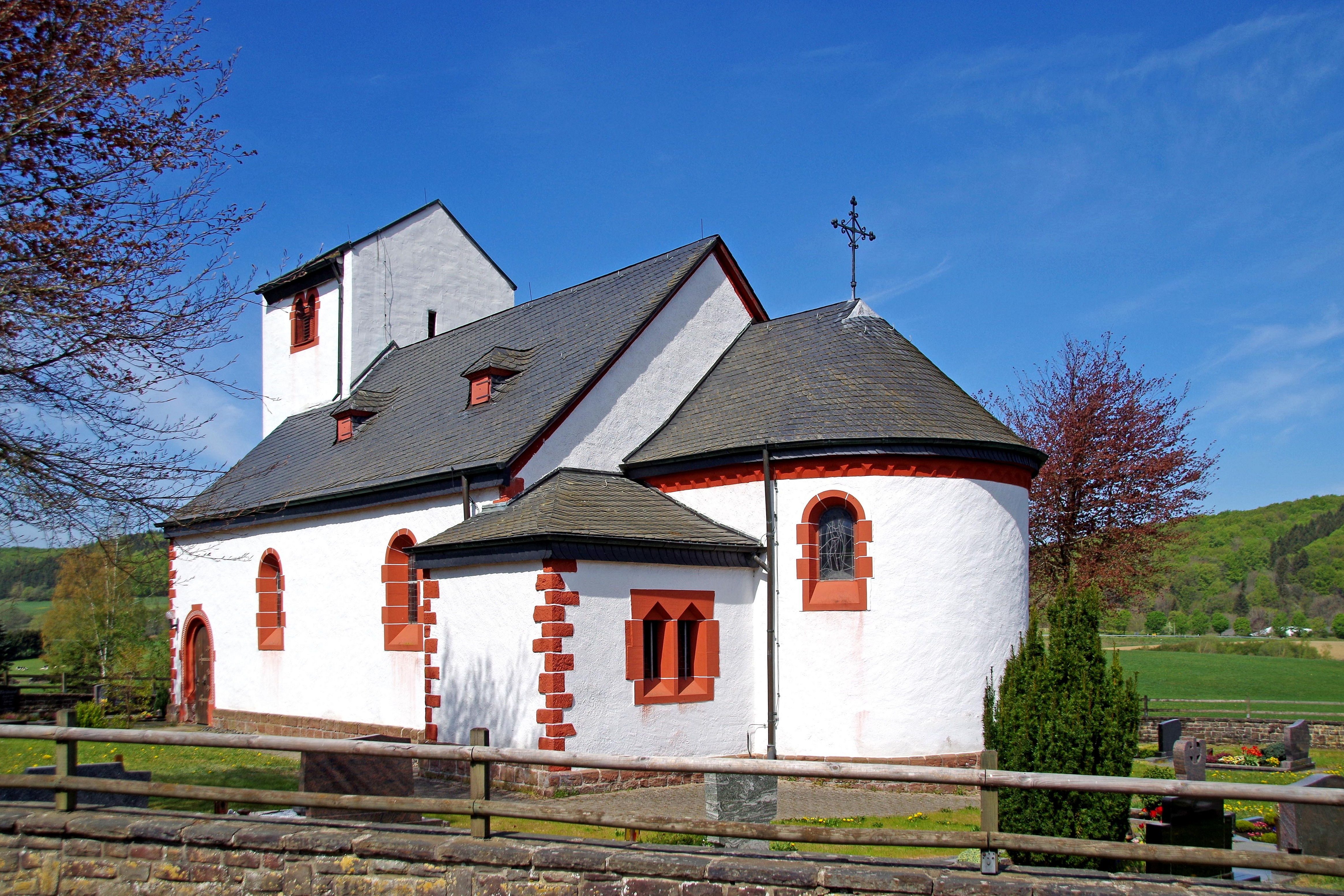
St. Rochus, Südostseite (2020)

In der Denkmalliste des Landes Rheinland-Pfalz (Stand: 2021) werden folgende Kulturdenkmäler genannt:
- Katholische Filialkirche St. Rochus, zweischiffiger neuromanischer Bau (1906/07), romanischer Westturm (1682)
- Wegekreuz (bezeichnet 1619), westlich des Ortes

## Wirtschaft und Infrastruktur
Durch Oos führt die Kreisstraße 84, die eine zusätzliche Querverbindung zur parallel zum Oosbach verlaufenden Landesstraße 24 (L 24) und der in Nord-Süd-Richtung verlaufenden L 10 bildet.
Durch die Buslinie 466 wird Oos montags bis samstags im 2-Stunden-Takt mit Gerolstein (via Müllenborn) und Prüm (via Duppach – Schwirzheim und Weinsheim) angebunden.